# Traité d'Union (1790)

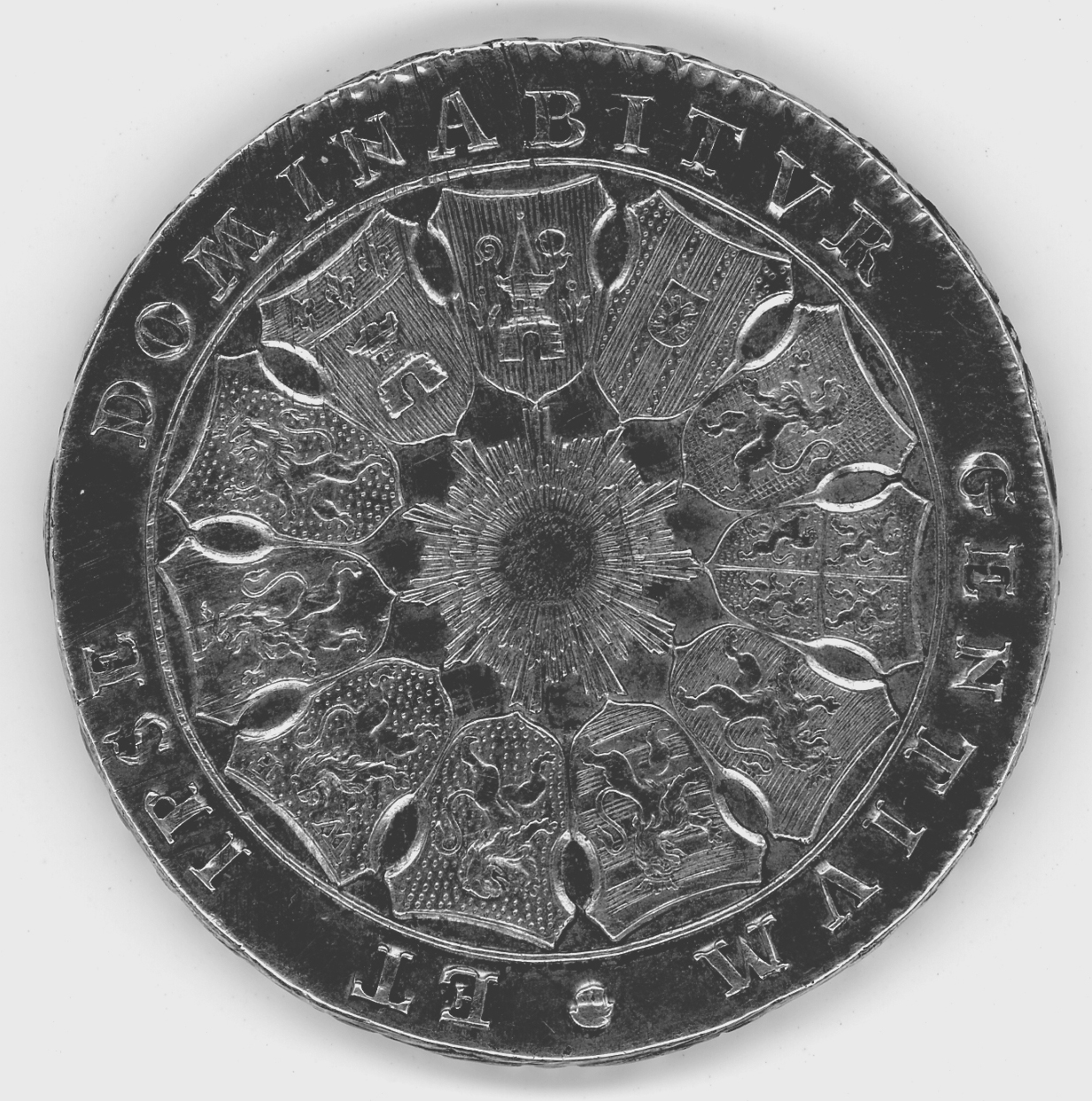
Pièce de monnaie des États belgiques unis représentant les armoiries des 11 États qui se sont joints par le Traité.

Le Traité d'Union (en néerlandais Tractaet van Vereeninge) est un traité qui a conduit à la création des États belgiques unis, une république confédérale unissant les territoires de Brabant, Flandre, Hainaut, Namur, Limbourg, Gueldre, Malines et Luxembourg. Il est entré en vigueur le 11 janvier 1790.